# 重庆中路
重庆中路是中華人民共和國上海市黃浦區一條南北走向道路，北起延安中路，南至淮海中路，全长210米，道路始建於清光绪二十七年（1901年），最初名為华山路。光绪三十二年（1906年）更名為白尔部路（Rue Paul Beau），路名來自於法国驻华公使之名。中華民国32年（1943年）更名南重庆路，路名來自於重慶。中華民国35年（1946年）更名為重慶中路。

## 交会道路（北向南）
- 延安东路/延安中路
- 巨鹿路
- 重庆北路
- 金陵西路
- 长乐路
- 淮海中路